# Árvore de natal (exploração e produção de petróleo)

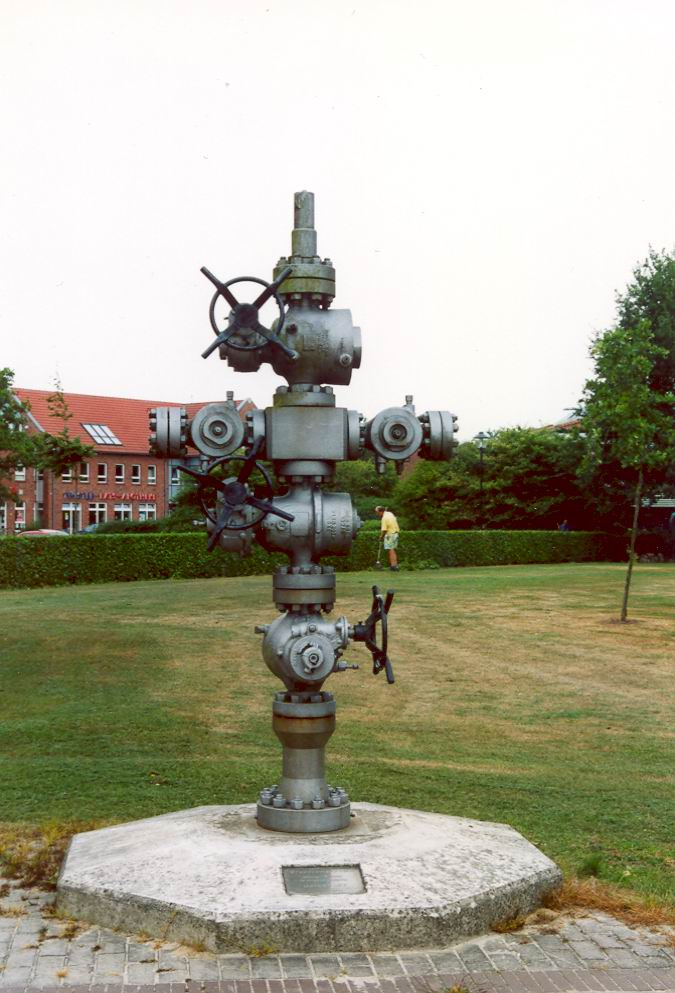

Árvore de natal é o conjunto de válvulas instalado em poços de exploração de petróleo e gás natural que regula a produção deste hidrocarbonetos, fazendo o papel de equipamento de segurança do poço durante a sua fase operacional. 
Há, atualmente, dois tipos de árvore de natal: as Árvores de Natal Convencionais (ANC), utilizadas em poços terrestres e em poços marítimos de completação seca (quando a árvorede natalfica instalada na superfície), e a árvore de natal molhada - ANM, esta utilizada em poços marítimos de completação molhada (quando a árvore natal fica instalada no fundo do mar). As Árvores de Natal Convencional também são chamadas de Árvores de Natal Secas.
As ANCs são regidas pelas normas API 6A (americana) e ISO 10423 (européia). Já as ANMs são regidas pelas normas API 17D e ISO 13628-4.